# Stella Jones
Stellisa Zacher, beter bekend als Stella Jones (West-Berlijn, 1971), is een Oostenrijks zangeres.

## Biografie
Jones is vooral bekend vanwege haar deelname aan het Eurovisiesongfestival 1995, dat gehouden werd in de Ierse hoofdstad Dublin. Met het nummer Die Welt dreht sich verkehrt eindigde ze als dertiende. In 2014 zat ze in de Oostenrijkse jury tijdens het Eurovisiesongfestival 2014.
De zangeres is een dochter van de jazzzangeres en Fluxus-kunstenares Christine Jones en bebop-trompettist Carmell Jones.